# Paulo Praça
Paulo Praça é um músico e cantor português, conhecido de projectos musicais como as bandas Plaza, Turbo Junkie e Grace. Em 2007, Paulo lança o seu primeiro álbum a solo, "Disco de Cabeceira", tendo como singles "Diz(A verdade)", "A Princesa Que Não Quis Ser Salva" (em dueto com Ana Deus) e "À força da nossa vontade". "Disco de Cabeceira", produzido por Mário Barreiros, é uma parceria de composição com Valter Hugo Mãe, poeta-romancista (vencedor do prémio José Saramago 2007), autor de todas as letras, tendo a colaboração de Ana Deus no segundo single.
Em 2009, Praça integra o projecto pop de homenagem a Amália Rodrigues, Amália Hoje. Posteriormente colaborou com o grupo The Gift quer como músico de palco permanente, quer na gravação dos últimos discos. E integrou os Comité Caviar, banda de apoio a Pedro Abrunhosa.
"Dobro dos Sentidos" - que conta com alguns convidados especiais, como Rui Reininho e Mónica Ferraz (ex-Mesa) - é o nome do segundo álbum lançado em 2010, sendo "Um amor alheio" o 1º single", que no entanto não tem tanto destaque como os temas do primeiro álbum.
Em abril de 2011 grava ao vivo no boom studio uma versão de "Telepatia", sucesso de Lara Li dos anos 80, que contou com a participação de Ana Zanatti, autora do tema. O tema é publicado como single em agosto de 2012. 

## Discografia

### Álbuns
- Disco de Cabeceira (2007)
- Dobro dos Sentidos (2010)

### Singles
- "Diz(A verdade)" (2007)
- "A Princesa Que Não Quis Ser Salva" (em dueto com Ana Deus) (2007)
- "À força da nossa vontade" (2007)
- "Um amor alheio" " (2010)
- Telepatia (2012)
- Sabes Mãe  (2019)